# Yellowhead-Ouest (circonscription électorale)
Circonscription électorale provinciale du Canada
Yellowhead-Ouest est une circonscription électorale provinciale de l'Alberta (Canada), située dans l'ouest de la province. Elle comprend les villes d'Edson, Hinton et Jasper.

## Liste des députés
| Années           | Années          | Député                | Parti politique           |
| Edson            | Edson           | Edson                 | Edson                     |
| ---------------- | --------------- | --------------------- | ------------------------- |
|                  | 1913 - 1917     | Charles Wilson Cross  | Libéral                   |
|                  | 1917 - 1921     | Charles Wilson Cross  | Libéral                   |
|                  | 1921 - 1926     | Charles Wilson Cross  | Libéral                   |
|                  | 1926 - 1930     | Christopher Pattinson | Travailliste              |
|                  | 1930 - 1935     | Christopher Pattinson | Travailliste              |
|                  | 1935 - 1940     | Joseph Unwin          | Créditiste                |
|                  | 1940 - 1944     | Angus James Morrison  | Travailliste              |
|                  | 1944 - 1948     | Norman Willmore       | Créditiste                |
|                  | 1948 - 1952     | Norman Willmore       | Créditiste                |
|                  | 1952 - 1955     | Norman Willmore       | Créditiste                |
|                  | 1955 - 1959     | Norman Willmore       | Créditiste                |
|                  | 1959 - 1963     | Norman Willmore       | Créditiste                |
|                  | 1963 - 1965     | Norman Willmore       | Créditiste                |
|                  | 1965 - 1967     | William Switzer       | Libéral                   |
|                  | 1967 - 1969     | William Switzer       | Libéral                   |
|                  | 1969 - 1971     | Robert Dowling        | Progressiste-Conservateur |
|                  | 1971 - 1975     | Robert Dowling        | Progressiste-Conservateur |
|                  | 1975 - 1979     | Robert Dowling        | Progressiste-Conservateur |
|                  | 1979 - 1982     | Ian Reid              | Progressiste-Conservateur |
|                  | 1982 - 1986     | Ian Reid              | Progressiste-Conservateur |
| Yellowhead-Ouest |                 |                       |                           |
|                  | 1986 - 1989     | Ian Reid              | Progressiste-Conservateur |
|                  | 1989 - 1993     | Jerry Doyle           | Néo-démocrate             |
|                  | 1993 - 1997     | Duco van Binsbergen   | Libéral                   |
|                  | 1997 - 2001     | Ivan Strang           | Progressiste-Conservateur |
|                  | 2001 - 2004     | Ivan Strang           | Progressiste-Conservateur |
|                  | 2004 - 2008     | Ivan Strang           | Progressiste-Conservateur |
|                  | 2008 - 2012     | Robin Campbell        | Progressiste-Conservateur |
|                  | 2012 - 2015     | Robin Campbell        | Progressiste-Conservateur |
|                  | 2015 - 2019     | Eric Rosendahl        | Néo-démocrate             |
|                  | 2019 - en cours | Martin Long           | Parti conservateur uni    |